# Bambusoídeas

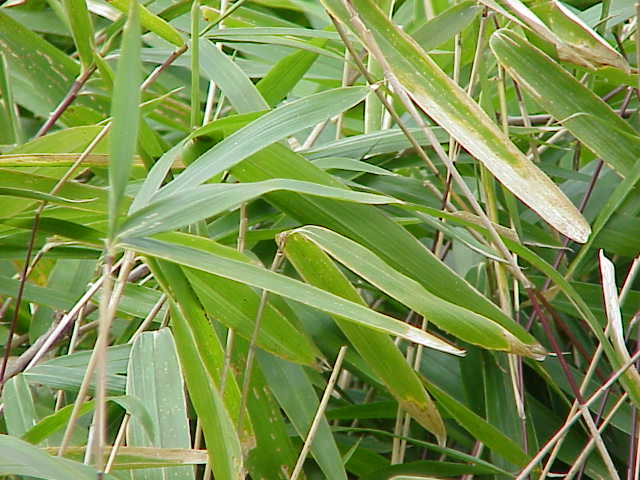
Arundinaria pumila.

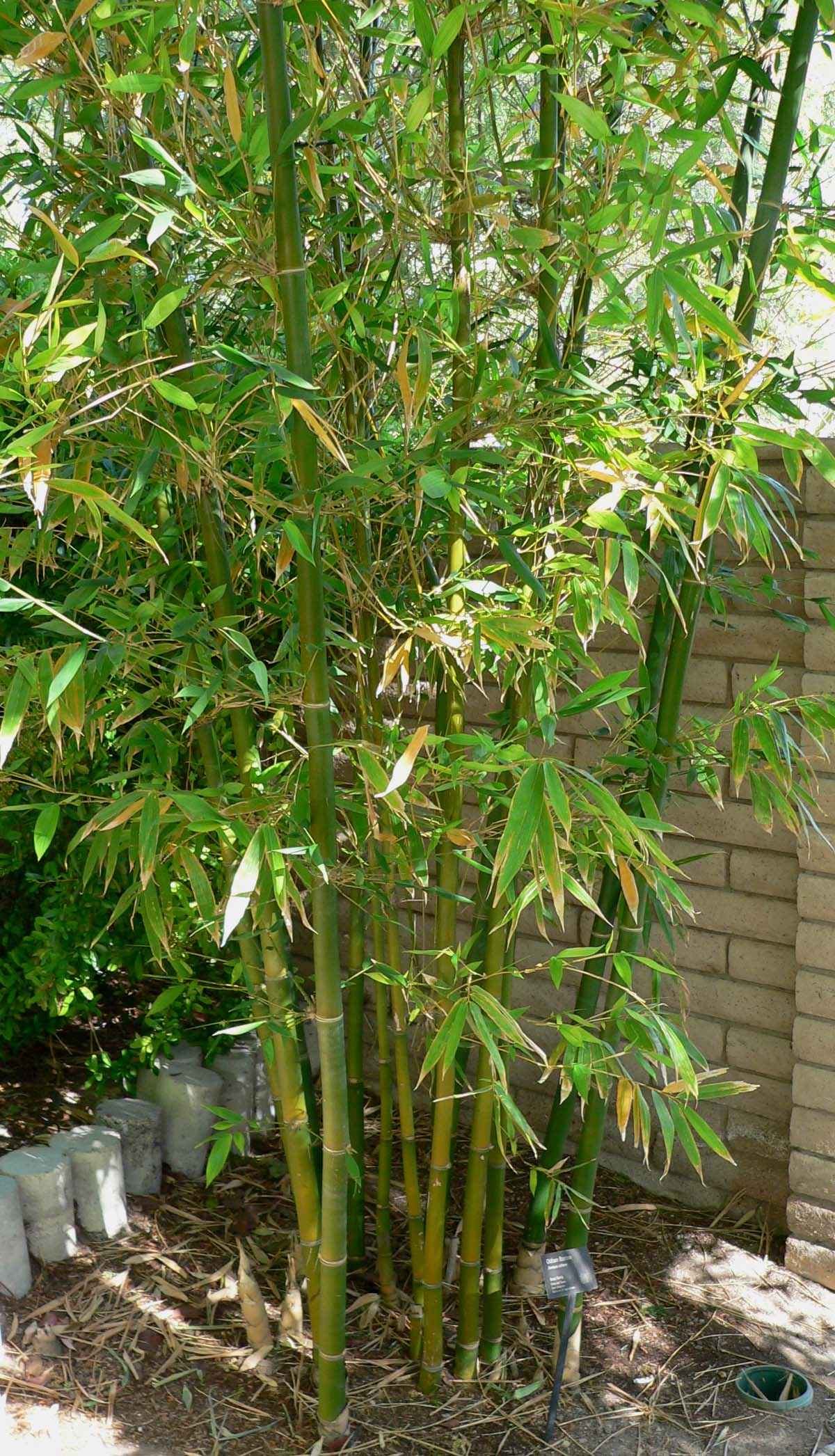
Bambusa oldhamii.

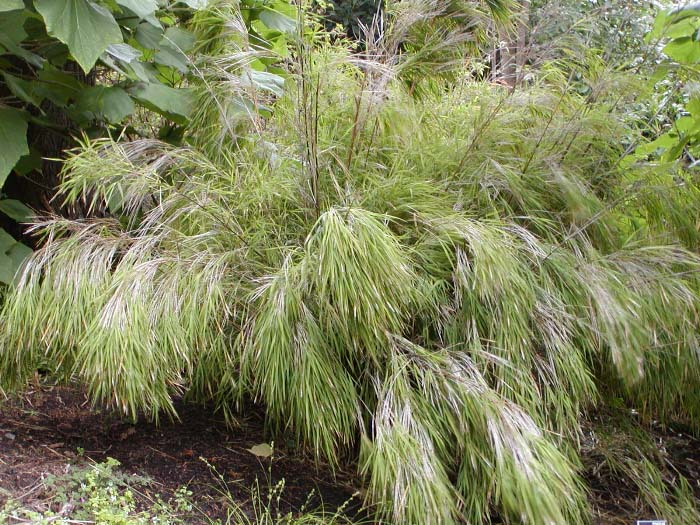
Otatea acuminata.

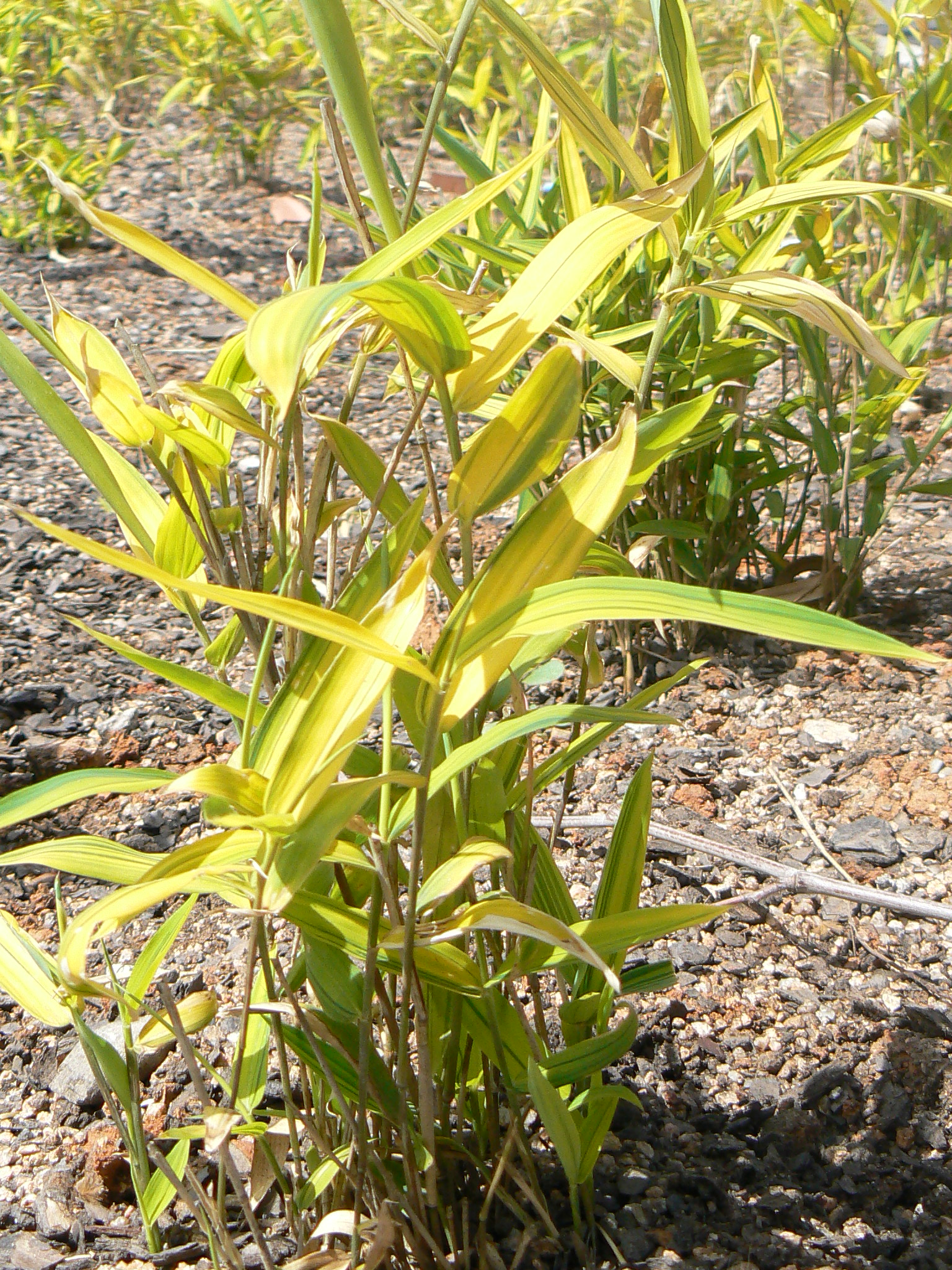
Pleioblastus viridistriatus.

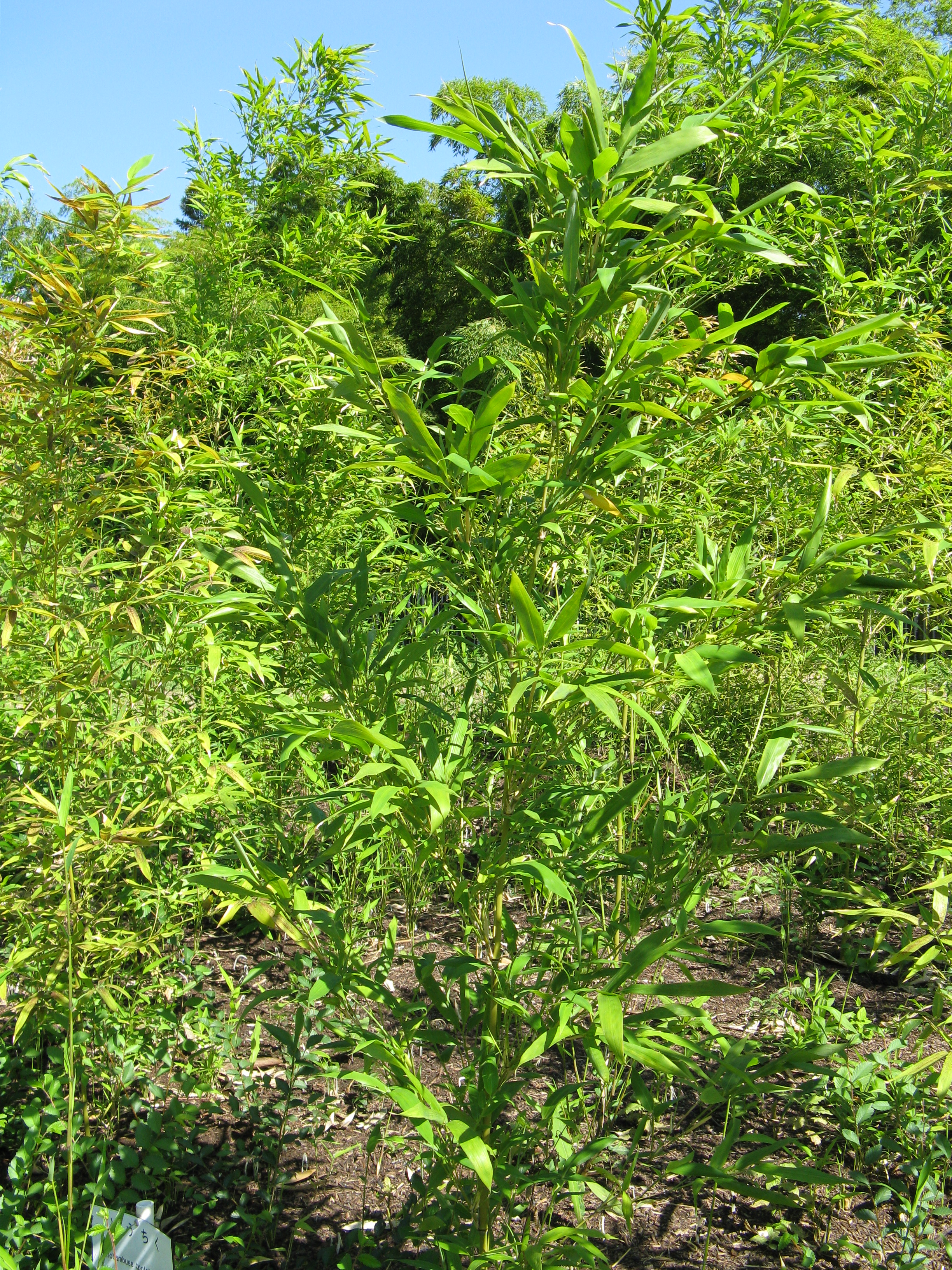
Sinobambusa tootsik.

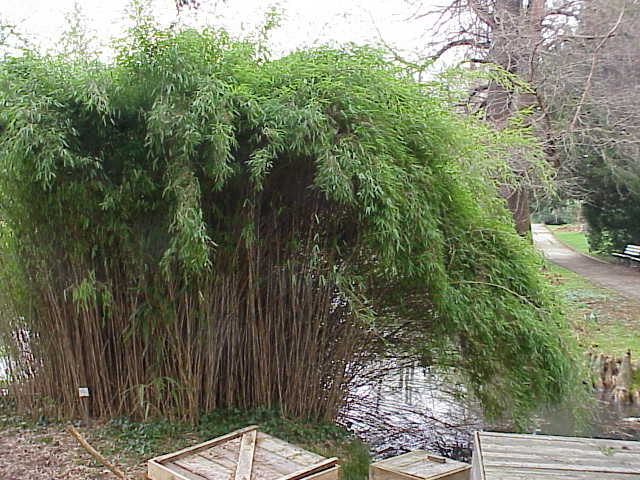
Pseudosasa japonica.

Bambusoídeas (Bambusoideae) Luerss. é uma importante subfamília da família Poaceae (Gramineae).
Esta subfamília é de classificação problemática. Não é definida quase tão agudamente como outras subfamílias da família Poaceae. Inclui as plantas conhecidas como bambus com aproximadamente 1250 espécies distribuídas em todos os continentes, menos na Europa.

## Sinônimos
- Bambusaceae Burnett, Parianaceae Nakai

## Classificação das Bambusoideae

### *Referência:DELTA: L.Watson e  M.J.Dallwitz
| Grupos               | Tribos           | Gêneros |
| -------------------- | ---------------- | --- |
| Grupo 1 : Bambosodae | Bambuseae        | Acidosasa, Actinocladum, Alvimia, Apoclada, Arthrostylidium, Arundinaria, Athroostachys, Atractantha, Aulonemia, Bambusa, Cephalostachyum, Chimonobambusa, Chusquea, Davidsea, Colanthelia, Decaryochloa, Dendrocalamus, Dendrochloa, Dinochloa, Elytrostachys, Fargesia, Gigantochloa, Glaziophyton, Greslania, Hickelia, Hitchcockella, Indocalamus, Indosasa, Melocalamus, Melocanna, Merostachys, Metasasa, Monocladus, Myriocladus, Nastus, Neohouzeaua, Neurolepis, Ochlandra, Olmeca, Oreobambos, Otatea, Oxytenanthera, Perrierbambus, Phyllostachys, Pseudocoix, Pseudosasa, Pseudostachyum, Pseudoxytenanthera, Racemobambos, Rhipidocladum, Sasa, Schizostachyum, Semiarundinaria, Shibataea, Sinarundinaria, Sinobambusa, Sphaerobambos, Swallenochloa, Teinostachyum, Thamnocalamus, Thyrsostachys, Vietnamosasa, Yushania. |
| Grupo 1 : Bambosodae | Guaduelleae      | Guaduella |
| Grupo 1 : Bambosodae | Puelieae         | Puelia |
| Grupo 2 : Oryzodae   | Anomochloeae     | Anomochloa |
| Grupo 2 : Oryzodae   | Diarrheneae      | Diarrhena (ou Stipoideae?) |
| Grupo 2 : Oryzodae   | Ehrharteae       | Ehrharta, Microlaena, Petriella, Tetrarrhena |
| Grupo 2 : Oryzodae   | Olyreae          | Agnesia, Arberella, Buergersiochloa, Cryptochloa, Diandrolyra, Ekmanochloa, Froesiochloa, Lithachne, Maclurolyra, Mniochloa, Olyra, Pariana, Parodiolyra, Piresia, Piresiella, Raddia, Raddiella, Rehia, Reitzia, Sucrea |
| Grupo 2 : Oryzodae   | Oryzeae          | Chikusichloa, Hydrochloa, Hygroryza, Leersia, Luziola, Maltebrunia, Oryza, Porteresia, Potamophila, Prosphytochloa, Rhynchoryza, Zizania, Zizaniopsis |
| Grupo 2 : Oryzodae   | Phaenospermatae  | Phaenosperma |
| Grupo 2 : Oryzodae   | Phareae          | Leptaspis, Pharus, Scrotochloa, Suddia |
| Grupo 2 : Oryzodae   | Phyllorhachideae | Humbertochloa, Phyllorhachis |
| Grupo 2 : Oryzodae   | Streptochaeteae  | Streptochaeta |
| Grupo 2 : Oryzodae   | Streptogyneae    | Streptogyna |

### *Referência:GRIN Taxonomy for Plants USDA
| Tribos    | Gêneros |
| --------- | --- |
| Bambuseae | Acidosasa - Actinocladum - Alvimia - Ampelocalamus - Apoclada - Arthrostylidium - Arundinaria - Athroostachys - Atractantha - Aulonemia - Bambusa - Bonia - Borinda - Brachystachyum - Cathariostachys - Cephalostachyum - Chimonobambusa - Chimonocalamus - Chusquea - Colanthelia - Criciuma - Cyrtochloa - Davidsea - Decaryochloa - Dendrocalamus - Dinochloa - Drepanostachyum - Elytrostachys - Eremocaulon - Fargesia - Gaoligongshania - Gigantochloa - Glaziophyton - Greslania - Guadua - Hibanobambusa - Hickelia - Himalayacalamus - Hitchcockella - Holttumochloa - Indocalamus - Indosasa - Kinabaluchloa - Maclurochloa - Melocalamus - Melocanna - Menstruocalamus - Merostachys - Myriocladus - Nastus - Neomicrocalamus - Neurolepis - Ochlandra - Olmeca - Oreobambos - Otatea - Oxytenanthera - Perrierbambus - Phyllostachys - Pseudobambusa - Pseudosasa - Pseudostachyum - Pseudoxytenanthera - Racemobambos - Rhipidocladum - Sasa - Schizostachyum - Semiarundinaria - Shibataea - Sinobambusa - Soejatmia - Sphaerobambos - Teinostachyum - Thamnocalamus - Thyrsostachys - Valiha - Yushania |
| Olyreae   | Agnesia - Arberella - Buergersiochloa - Cryptochloa - Diandrolyra - Ekmanochloa - Eremitis - Froesiochloa - Lithachne - Maclurolyra - Mniochloa - Olyra - Pariana - Parodiolyra - Piresia - Piresiella - Raddia - Raddiella - Rehia - Reitzia - Sucrea |

### *Referência:Taxonomy Browser NCBI
| Tribos    | Gêneros |
| --------- | --- |
| Bambuseae | Acidosasa, Alvimia, Ampelocalamus, Arthrostylidium, Arundinaria, Atractantha, Aulonemia, Bambusa, Bashania, Brachystachyum, Cathariostachys, Cephalostachyum, Chimonobambusa, Chimonocalamus, Chusquea, Decaryochloa, Dendrocalamus, Dinochloa, Drepanostachyum, Fargesia, Gaoligongshania, Gelidocalamus, Gigantochloa, Glaziophyton, Greslania, Guadua, Hibanobambusa, Hickelia, Himalayacalamus, Indocalamus, Indosasa, Leptocanna, Melocalamus, Melocanna, Menstruocalamus, Monocladus, Nastus, Neomicrocalamus, Neosinocalamus, Neurolepis, Oligostachyum, Olmeca, Otatea, Oxytenanthera, Perrierbambus, Phyllostachys, Pleioblastus, Pseudobambusa, Pseudosasa, Pseudostachyum, Racemobambos, Rhipidocladum, Sasa, Schizostachyum, Semiarundinaria, Shibataea, Sinobambusa, Sirochloa, Temburongia, Temochloa, Thamnocalamus, Thyrsostachys, Valiha, Yushania |
| Olyreae   | Buergersiochloa, Eremitis, Lithachne, Olyra, Pariana, Raddia, Sucrea |